# Samuel Bochart

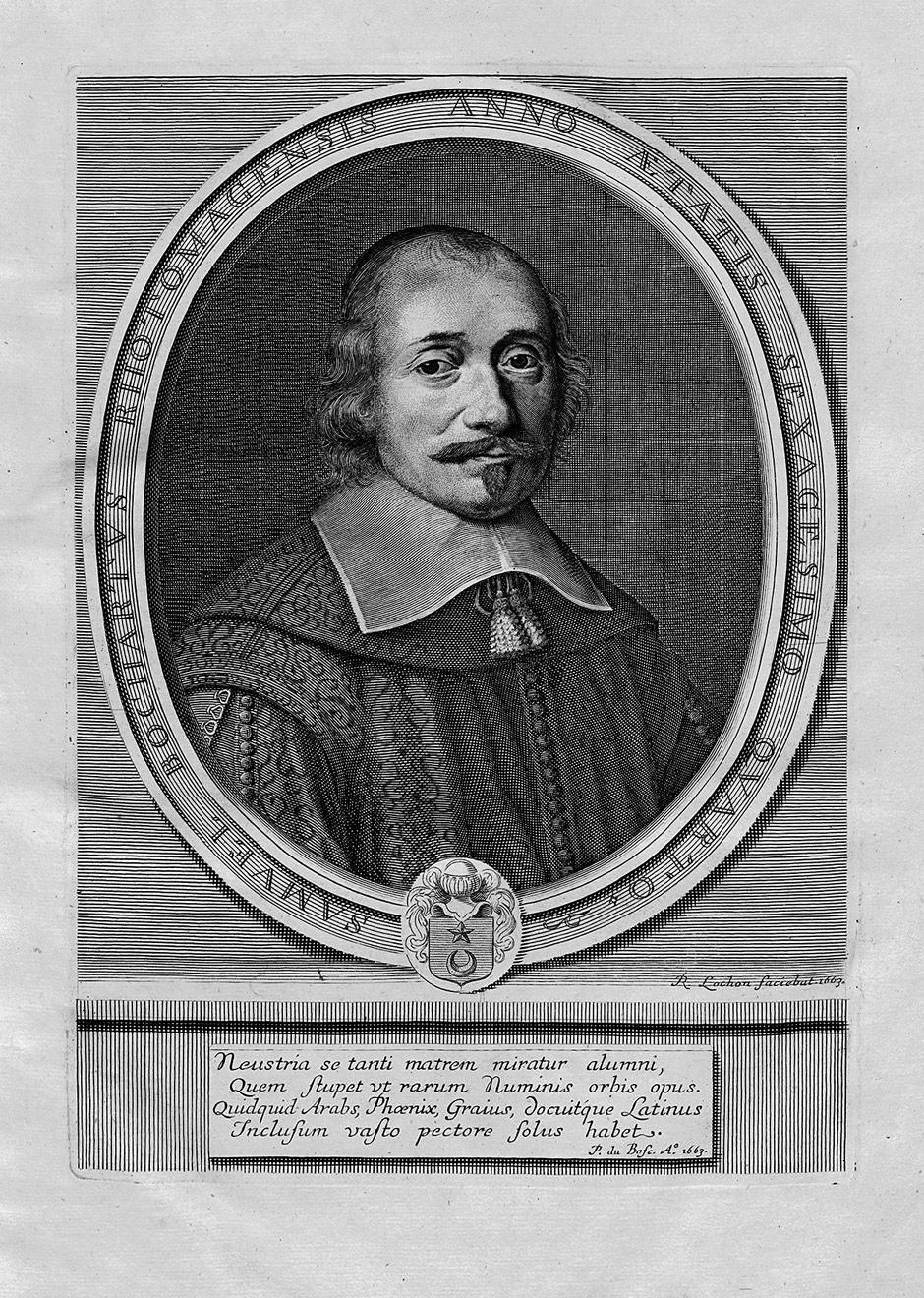
Samuel Bochart

Samuel Bochart (* 30. Mai 1599 in Rouen; † 16. Mai 1667 in Caen) war ein reformierter Theologe und Orientalist, Geograph und Naturforscher.
Nach einem Studium in Sedan, Saumur, London, Oxford und Leiden wurde er 1625 Pfarrer in Caen. Christine von Schweden lud ihn 1652 nach Stockholm ein, wo er arabische Handschriften ihrer Bibliothek studierte. 1659 nahm er als Abgeordneter der Normandie an der Nationalsynode von Loudun teil. Zu seinen Schülern gehörte Pierre Daniel Huet, der spätere Bischof von Soissons und Avranches.

## Werke
- Geographia sacra. 2 Bände. Rouen 1646 (Bd. 2, Digitalisat) u. 1651 (Bd. 1, Digitalisat); Frankfurt am Main 1674 (Digitalisat)
- Hierozoicon, sive, bipertitum opus De animalibus Sacræ Scripturæ. London 1663.